# Сельское поселение Кышик
Се́льское поселе́ние Кышик — муниципальное образование в Ханты-Мансийском районе Ханты-Мансийского автономного округа Российской Федерации.
Административный центр — село Кышик.

## История
Статус и границы сельского поселения установлены Законом Ханты-Мансийского автономного округа - Югры от 25 ноября 2004 года № 63-оз «О статусе и границах муниципальных образований Ханты-Мансийского автономного округа - Югры»

## Население
| 2010 | 2012 | 2013 | 2014 | 2015 | 2016 | 2017 |
| ---- | ---- | ---- | ---- | ---- | ---- | ---- |
| 806  | ↗816 | ↘815 | ↗831 | ↗834 | →834 | ↗844 |
| 2018 | 2019 | 2020 | 2021 |      |      |      |
| ↗880 | ↘862 | ↘860 | ↘651 |      |      |      |

## Состав сельского поселения
| № | Населённый пункт | Тип населённого пункта       | Население |
| - | ---------------- | ---------------------------- | --------- |
| 1 | Кышик            | село, административный центр | ↘651      |